# Wood Lake (Nebraska)
Wood Lake è un comune degli Stati Uniti d'America, situato nello Stato del Nebraska, nella Contea di Cherry.